# بحيرة وان

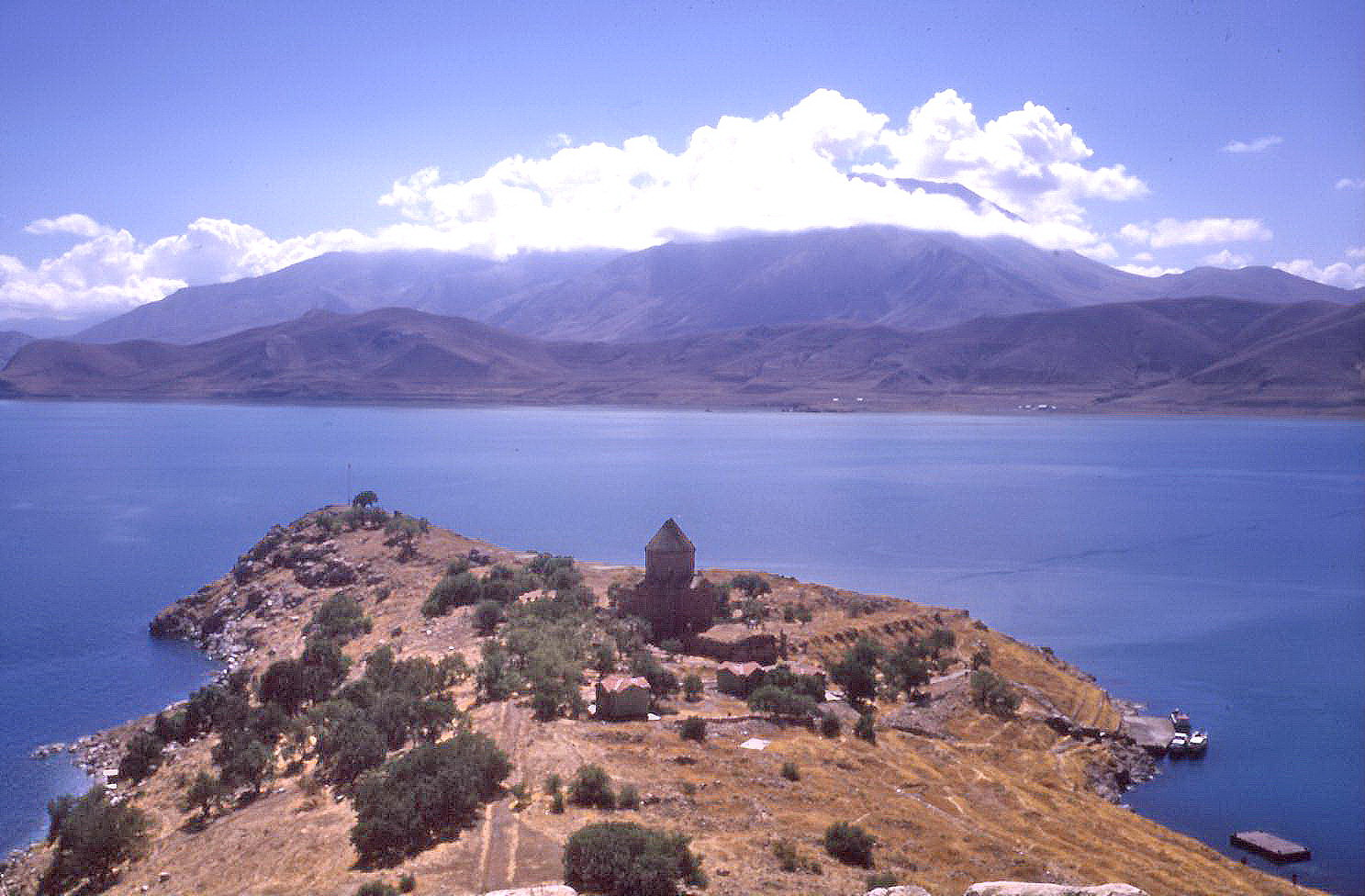
بحيرة وان

بحيرة وان (بالكردية: Gola Wanê‏) (بالتركية: Van Gölü)‏ هي أكبر بحيرة في تركيا وتقع في منطقة شرق الأناضول وتبلغ مساحتها الإجمالية حوالي 3755 كيلو متر مربع بعمق 174 متر في المتوسط والبحيرة مالحة كما يتواجد في البحيرة عدة جزر صغيرة، وتطل على البحيرة عدة مدن، منها مدينة وان ومدينة خلاط، وقد عرفت البحيرة قديما باسم بحيرة أرجيش. وذكرها ابن عساكر أزجيش.